# Mian Mir
Mian Mir ou Myian Mir (persan: (en persan : میاں میر), nom complet Mir Mohammed Muayyin-ul-Islam, appelé aussi Baba Sain Mir Mohammed Sahib  (1550-1635), est un saint soufi de l'ordre de la Qadiriyya, qui vécut Lahore. Il est connu dans le sikhisme pour avoir côtoyé Guru Arjan et Guru Hargobind, deux des fondateurs de cette religion; il fut même un proche de Guru Arjan. Il était aussi reconnu à la cour moghole. 
Sa famille remonte au calife Omar ibn al-Khattâb, compagnon et deuxième successeur du prophète Mahomet. Il était connu pour être ouvert à toutes sortes de religions.
Il exerça une influence considérable sur le poète et mystique Dârâ Shikôh, fils aîné de Shâh Jahân.

## Une histoire
Une histoire raconte que l'empereur moghol Jahangir était venu le voir pour obtenir de lui des prières afin d'aider son armée dans sa nouvelle guerre. Mian Mir l'ayant fait attendre devant sa porte, l'empereur s'en plaignit. Pendant ce temps-là, un pèlerin était venu offrir une modeste roupie au soufi. Mian Mir lui dit alors d'offrir sa roupie à un plus nécessiteux que lui; mais le pèlerin eut beau la proposer aux derviches présents, personne n'en voulait. Mian Mir dit alors: «Offre cette roupie à Jahangir car c'est le plus pauvre d'entre nous; il est avide et sombre. »
Mian Mir était présent en compagnie de Guru Arjan lorsque la première pierre du Temple d'Or à Amritsar a été posée. Il a aussi obtenu la libération de Guru Hargobind lorsqu'il était détenu par les armées de Jahangir. Aujourd'hui les Sikhs apprennent son histoire dès leur plus jeune âge.

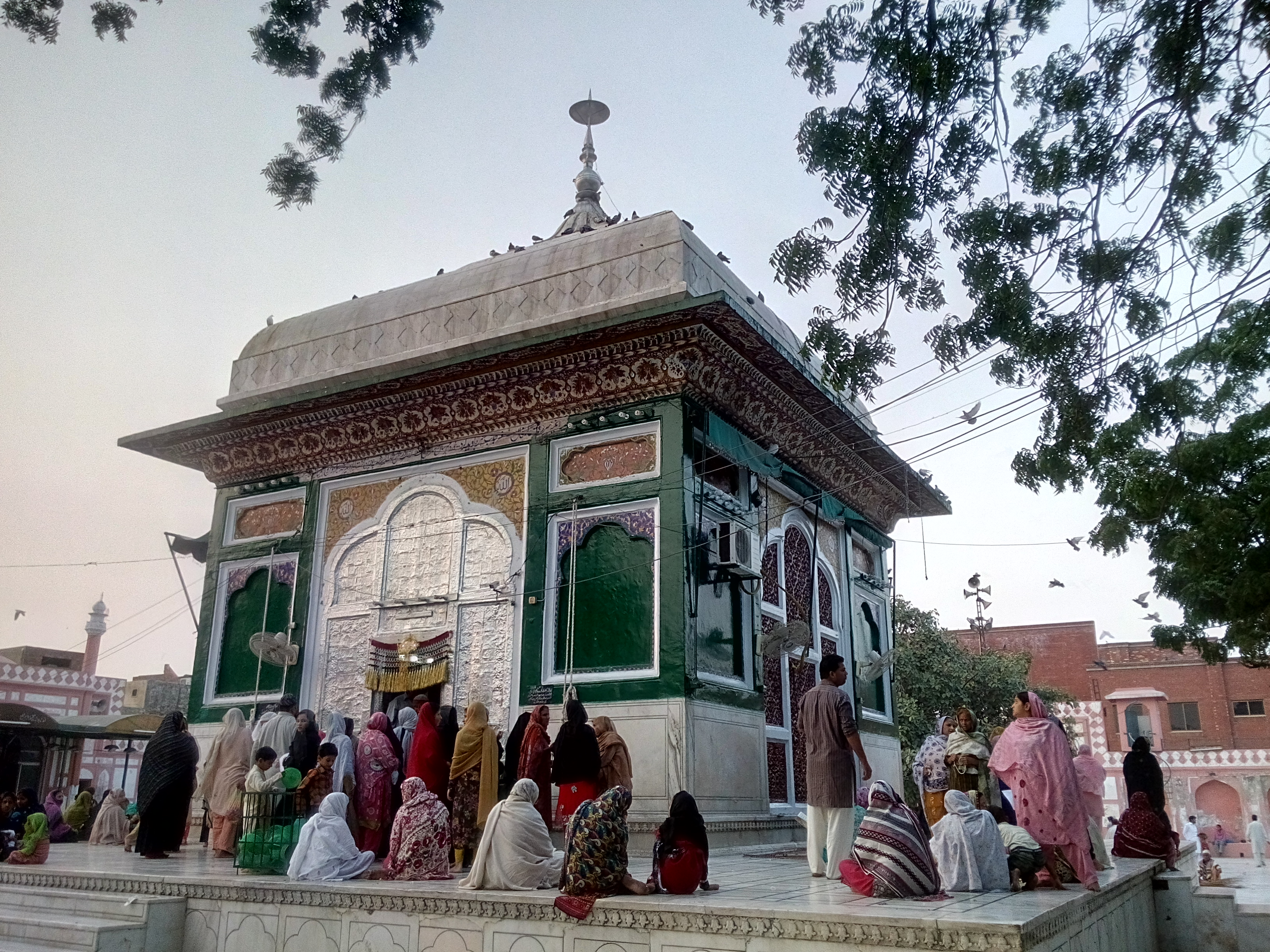
Mausolée (dargah) de Mian Mir à Lahore.